# Apatura bureana
Apatura bureana är en fjärilsart som beskrevs av Cabeau 1910. Apatura bureana ingår i släktet Apatura och familjen praktfjärilar. Inga underarter finns listade i Catalogue of Life.